# Noah Danby
Noah Dalton Danby (Guelph, Ontário, 24 de abril de 1974) é um ator e modelo canadense. Ele é mais conhecido por interpretar Connor King na série de televisão Painkiller Jane.

## Vida pessoal
Danby ficou noivo de Kristanna Loken, sua co-estrela do Painkiller Jane, em 17 de janeiro de 2008. Os dois se casaram na fazenda da família de Loken em Ghent, Nova York, em 10 de maio de 2008. Em uma entrevista publicada em 16 de novembro de Em 2009, Loken anunciou que havia se separado do marido Danby e estava em um relacionamento com uma mulher.

## Filmografia
- Detroit Rock City (1999)
- Lexx (1999) (série de TV)
- The Skulls (2000)
- The Tuxedo (2002)
- Mutant X (2003)
- The Book of Mormon Movie, Vol. 1: The Journey (2003) como Nephi[4]
- Stargate SG-1 (2007)
- Painkiller Jane (2007)
- Breakup.com (2008) como Neil
- Darfur (2009)
- Riddick (2013)

## Jogos
| Ano  | Título                 | Papel  |
| ---- | ---------------------- | ------ |
| 2006 | Need for Speed: Carbon | Samson |
| 2016 | Far Cry Primal         | Ø      |
| 2017 | For Honor              | Ragnar |